# Filippo Volandri
Filippo Volandri (* 5. September 1981 in Livorno) ist ein ehemaliger italienischer Tennisspieler.

## Karriere
Volandri wurde 1997 Profi. 2004 gewann er in St. Pölten sein erstes ATP-Turnier. Am 16. Mai 2005 belegte er in der Weltrangliste Rang 28, seine bislang beste Platzierung erreichte er im Juli 2007 mit Rang 25. 2005 zog er in die dritte Runde der French Open ein; 2007 stand er dort im Achtelfinale, es war sein bislang bestes Abschneiden bei einem Grand-Slam-Turnier. 2006 gewann er beim Turnier von Palermo seinen zweiten ATP-Titel.
Beim ATP-Masters in Rom sorgte Volandri 2007 für Aufsehen, als er im Achtelfinale überraschend den Weltranglistenersten Roger Federer mit 6:2 und 6:4 besiegte; zuvor hatte er bereits Richard Gasquet bezwingen können. Mit einem Sieg über Tomáš Berdych zog er ins Halbfinale ein, in dem er Fernando González mit 1:6 und 2:6 unterlag. Bei den French Open im selben Jahr erreichte er das Achtelfinale, das er gegen Tommy Robredo verlor.
Am 15. Januar 2009 wurde gegen ihn eine Dopingsperre von drei Monaten ausgesprochen, die vom CAS zwei Wochen vor Ablauf vollständig aufgehoben wurde. Beim Masters-Turnier von Indian Wells war er 2008 positiv auf Salbutamol getestet worden. Volandri hatte wegen seiner Asthma-Erkrankung zwar eine Ausnahmegenehmigung für diese Substanz, man warf ihm jedoch vor, er habe vereinbarte Grenzwerte überschritten. Die durch die Sperre verhängten Sanktionen wurden durch das CAS-Urteil wieder rückgängig gemacht.
In der Saison 2013 war Volandri vor allem auf der ATP Challenger Tour erfolgreich. Er gewann zwei Einzeltitel und stand in drei weiteren Endspielen, womit er sich für die Tour Finals qualifizierte. Er gewann das Turnier mit einem Finalsieg über Alejandro González. Im Juni 2015 gewann er in Mailand sein 300. Match auf der Challenger Tour, eine Marke die davor nur drei andere Spieler erreichten.
In Rom im September 2016 spielte er sein letztes Profiturnier. Volandri gab seinen Rücktritt nie offiziell bekannt. Er ist Direktor des italienischen Tennisverbands.

## Erfolge
| Legende (Anzahl der Siege)                       |
| Grand Slam                                       |
| Tennis Masters Cup ATP World Tour Finals         |
| ATP Masters Series ATP World Tour Masters 1000   |
| ATP International Series Gold ATP World Tour 500 |
| ATP International Series ATP World Tour 250 (2)  |
| ATP Challenger Tour (12)                         |

| Titel nach Belag |
| Hartplatz (0)    |
| Sand (2)         |
| Rasen (0)        |

### Einzel

#### Turniersiege

##### ATP World Tour
| Nr. | Datum              | Turnier    | Belag | Finalgegner      | Ergebnis      |
| --- | ------------------ | ---------- | ----- | ---------------- | ------------- |
| 1.  | 17. Mai 2004       | St. Pölten | Sand  | Xavier Malisse   | 6:1, 6:4      |
| 2.  | 25. September 2006 | Palermo    | Sand  | Nicolás Lapentti | 5:7, 6:1, 6:3 |

##### ATP Challenger Tour
| Nr. | Datum              | Turnier       | Belag    | Finalgegner        | Ergebnis      |
| --- | ------------------ | ------------- | -------- | ------------------ | ------------- |
| 1.  | 24. September 2000 | Biella (1)    | Sand     | Hernán Gumy        | 6:3, 6:2      |
| 2.  | 23. März 2003      | Cagliari      | Sand     | Rafael Nadal       | 2:6, 6:2, 6:1 |
| 3.  | 15. Juni 2003      | Biella (2)    | Sand     | José Acasuso       | 2:6, 7:6, 6:4 |
| 4.  | 8. August 2004     | Trani         | Sand     | Francesco Aldi     | 6:1, 6:3      |
| 5.  | 27. Juli 2008      | San Marino    | Sand     | Potito Starace     | 5:7, 6:4, 6:1 |
| 6.  | 3. August 2008     | Cordenons     | Sand     | Óscar Hernández    | 6:3, 7:5      |
| 7.  | 18. April 2010     | Rom           | Sand     | Lamine Ouahab      | 6:4, 7:5      |
| 8.  | 6. Juni 2010       | Rom III       | Sand     | Reda El Amrani     | 6:3, 6:2      |
| 9.  | 24. Juli 2011      | Orbetello (1) | Sand     | Matteo Viola       | 4:6, 6:3, 6:2 |
| 10. | 23. Juni 2013      | Mailand       | Sand     | Andrej Martin      | 6:3, 6:2      |
| 11. | 28. Juli 2013      | Orbetello (2) | Sand     | Pere Riba          | 6:4, 7:67     |
| 12. | 17. November 2013  | São Paulo     | Sand (i) | Alejandro González | 4:6, 6:4, 6:2 |

#### Finalteilnahmen
| Nr. | Datum              | Turnier      | Belag    | Finalgegner     | Ergebnis      |
| --- | ------------------ | ------------ | -------- | --------------- | ------------- |
| 1.  | 27. Juli 2003      | Umag (1)     | Sand     | Carlos Moyá     | 4:6, 6:3, 5:7 |
| 2.  | 25. Juli 2004      | Umag (2)     | Sand     | Guillermo Cañas | 5:7, 3:6      |
| 3.  | 3. Oktober 2004    | Palermo (1)  | Sand     | Tomáš Berdych   | 3:6, 3:6      |
| 4.  | 2. Oktober 2005    | Palermo (2)  | Sand     | Igor Andrejew   | 6:0, 1:6, 3:6 |
| 5.  | 19. Februar 2006   | Buenos Aires | Sand     | Carlos Moyá     | 6:76, 4:6     |
| 6.  | 17. September 2006 | Bukarest     | Sand     | Jürgen Melzer   | 1:6, 5:7      |
| 7.  | 19. Februar 2012   | São Paulo    | Sand (i) | Nicolás Almagro | 3:6, 6:4, 4:6 |

### Doppel

#### Finalteilnahmen
| Nr. | Datum         | Turnier  | Belag | Partner        | Finalgegner                  | Ergebnis |
| --- | ------------- | -------- | ----- | -------------- | ---------------------------- | -------- |
| 1.  | 27. Juli 2006 | Acapulco | Sand  | Potito Starace | František Čermák Leoš Friedl | 5:7, 2:6 |